# Juan Carlos Henao
Juan Carlos Henao Valencia (Medellín, 30 de dezembro de 1971) é um ex-futebolista colombiano que atuava como goleiro.

## Carreira

### Once Caldas
Iniciou sua carreira nas categorias de base do Once Caldas.
O goleiro foi considerado na Colômbia o sucessor de René Higuita, por usar cabelos compridos, calções curtos e estar constantemente adiantado em relação a sua meta. Porém o jogador não fez história somente por chamar atenção pelo seu jeito espalhafatoso, mas por ajudar o, até então modesto, Once Caldas a chegar ao título da Copa Libertadores de 2004, eliminando pelo caminho os grandes favoritos Santos, São Paulo e Boca Juniors na final decidida nos pênaltis. No final do ano, como campeão continental, o clube teve o direito de disputar a Copa Intercontinental contra o campeão europeu Porto, mas perdeu também na disputa por pênaltis.

### Santos
O jogador ganhou destaque internacional e chegou a jogar pelo Santos, sendo o quarto colombiano a atuar pelo clube paulista na história. Mas depois de algumas atuações fracas na Libertadores e no Campeonato Paulista, o jogador foi dispensando pela diretoria do clube litorâneo.

### Volta a Colômbia
De volta ao seu país, Henao assinou contrato com o Millionarios, depois de passar meio ano treinando no seu antigo clube, o Once Caldas.
Em 2011, o arqueiro foi o goleiro reserva do Once Caldas. Minimizando os atrasos de salário, o goleiro sempre procurou motivar os companheiros a buscar as vitórias dentro de campo, mesmo do banco de reservas, usando a sua experiência para motivar os jogadores mais jovens, afinal de contas na Libertadores de 2011 o time estava liderando o Campeonato Colombiano e buscava passar de fase na Taça Libertadores contra o Santos, o que acabou não acontecendo. Henao acredita que durante o ano de 2011 os problemas com atrasos de salário dos atletas serão resolvidos pela diretoria do clube, que inclusive conversou com os atletas.

### Fim da carreira
O último ano na carreira de Henao, 2016, ficou marcado por um problema de saúde, sendo que o goleiro sofreu uma paralisia facial em maio que o afastou dos gramados em grande parte da temporada. Em agosto de 2016, anuncia retirada do futebol profissional e marca seu jogo de despedida para 3 de janeiro de 2017. Na partida de despedida, recebeu amigos e os jogadores que fizeram parte da maior conquista da história do time colombiano para um amistoso no Estádio Palogrande, em Manizales.
Henao se despediu do futebol com um total de 643 partidas disputadas pelo Campeonato Colombiano, a grande maioria pelo Once Caldas. Tornou-se um símbolo do Once Caldas, além de ser o jogador que mais vezes atuou pelo clube, com mais de seiscentas partidas.

### Seleção
Henao fez parte do elenco da Seleção Colombiana de Futebol na Copa América de 2004.

## Títulos
Once Caldas
- Campeonato Colombiano: 2003
- Copa Libertadores da América: 2004